# 7630 Yidumduma
7630 Yidumduma este o planetă minoră (asteroid), cu un diametru de 6,423 km, din centura de asteroizi. A fost descoperită pe 25 iunie 1979 la Observatorul Siding Spring de Eleanor F. Helin și a fost numită după Bill Yidumduma Harney⁠(d). 
Obiectul prezintă o orbită caracterizată de o semiaxă mare de 2,8434855 UAi, o excentricitate de 0,09, o înclinație de 1,27268 ° în raport cu ecliptica.